# 2e cérémonie des Australian Academy of Cinema and Television Arts Awards
La 2e cérémonie des Australian Academy of Cinema and Television Arts Awards (AACTA Awards), décernés par la Australian Academy of Cinema and Television Arts, a eu lieu le 30 janvier 2013 et a récompensé les meilleurs films et programmes de télévision réalisés l'année précédente. La cérémonie a été présentée par Adam Elliot et présidée par Russell Crowe ; elle a été diffusée en direct sur Network Ten.
Les nominations ont été annoncées le 3 décembre 2012. Une cérémonie séparée des AACTA International Awards, récompensant les films non-australiens, s'est tenue à Los Angeles le 26 janvier 2013.

## Palmarès

### Cinéma

#### Meilleur film
- Les Saphirs (The Sapphires)
  - Burning Man
  - Lore
  - Wish You Were Here

#### Meilleur réalisateur
- Wayne Blair pour Les Saphirs (The Sapphires)
  - Jonathan Teplitzky pour Burning Man
  - Cate Shortland pour Lore
  - Kieran Darcy-Smith pour Wish You Were Here

#### Meilleur acteur
- Chris O'Dowd pour le rôle de Dave dans Les Saphirs (The Sapphires)
  - Joel Edgerton pour le rôle de Dave Flannery dans Wish You Were Here
  - Matthew Goode pour le rôle de Tom dans Burning Man
  - Guy Pearce pour le rôle de Dean Randall dans 33 Postcards

#### Meilleure actrice
- Deborah Mailman pour le rôle de Gail McCrae dans Les Saphirs (The Sapphires)
  - Toni Collette pour le rôle de Shaz dans Mental
  - Felicity Price pour le rôle d'Alice Flannery dans Wish You Were Here
  - Sarah Snook pour le rôle de Stevie dans Ne convient pas pour les enfants

#### Meilleur acteur dans un second rôle
- Antony Starr pour le rôle de Jeremy King dans Wish You Were Here
  - Ryan Corr pour le rôle de Gus dans Ne convient pas pour les enfants
  - Liev Schreiber pour le rôle de Trevor Blundell dans Mental
  - Gary Waddell pour le rôle du roi dans The King is Dead!

#### Meilleure actrice dans un second rôle
- Jessica Mauboy pour le rôle de Julie McCrae dans Les Saphirs (The Sapphires)
  - Essie Davis pour le rôle de Karen dans Burning Man
  - Rebecca Gibney pour le rôle de Shirley Moochmoore dans Mental
  - Deborah Mailman pour le rôle de Sandra dans Mental

#### Meilleur scénario original
- Wish You Were Here – Kieran Darcy-Smith et Felicity Price
  - Burning Man – Jonathan Teplitzky
  - Mental – P.J. Hogan
  - Ne convient pas pour les enfants – Michael Lucas

#### Meilleur scénario adapté
- Les Saphirs (The Sapphires) – Keith Thompson et Tony Briggs
  - Lore – Cate Shortland et Robin Mukherjee

#### Meilleurs décors
- Les Saphirs (The Sapphires) – Melinda Doring
  - Burning Man – Steven Jones-Evans
  - Killer Elite – Michelle McGahey
  - Lore – Silke Fischer

#### Meilleurs costumes
- Les Saphirs (The Sapphires) – Tess Schofield
  - Burning Man – Lizzy Gardiner
  - Lore – Stefanie Bieker
  - Mental – Tim Chappel

#### Meilleure photographie
- Les Saphirs (The Sapphires) – Warwick Thornton
  - Burning Man – Garry Phillips
  - Lore – Adam Arkapaw
  - Wish You Were Here – Jules O'Loughlin

#### Meilleur montage
- Les Saphirs (The Sapphires) – Dany Cooper
  - Burning Man – Martin Connor
  - Wish You Were Here – Jason Ballantine
  - X – Cindy Clarkson

#### Meilleur son
- Les Saphirs (The Sapphires) – Andrew Plain, Bry Jones, Pete Smith, Ben Osmo et John Simpson
  - Burning Man – David Lee, Andrew Plain et Gethin Creagh
  - Lore – Sam Petty, Michael Busch, Robert Mackenzie, Antony Gray, Yulia Akerholt et BrookeTrezise
  - Swerve – Pete Smith, John Simpson, Martyn Zub et Des Kenneally

#### Meilleure musique de film
- Ne convient pas pour les enfants – Matteo Zingales et Jono Ma
  - 33 Postcards – Antony Partos
  - My Best Men (A Few Best Men) – Guy Gross
  - Mental – Michael Yezerski

### Télévision

#### Meilleure série dramatique
- Puberty Blues (Network Ten)
  - Rake (ABC1)
  - Redfern Now (ABC1)
  - Tangle (Showcase)

#### Meilleure série comique
- Lowdown (ABC1)
  - A Moody Christmas (ABC1)
  - Danger 5 (SBS One)
  - Shaun Micallef's Mad as Hell (ABC1)

#### Meilleure mini-série ou du meilleur téléfilm
- Howzat! Kerry Packer's War (Nine Network)
  - Beaconsfield (Nine Network)
  - Devil's Dust (ABC1)
  - Underground: The Julian Assange Story (Network Ten)

#### Meilleur acteur dans une série dramatique
- Richard Roxburgh pour le rôle de Cleaver Greene dans Rake
  - Jimi Bani pour le rôle d'Eddie Mabo dans Mabo
  - Anthony Hayes pour le rôle de Bernie Banton dans Devil's Dust
  - Lachy Hulme pour le rôle de Kerry Packer dans Howzat! Kerry Packer's War

#### Meilleure actrice dans une série dramatique
- Leah Purcell pour le rôle de Grace dans Redfern Now
  - Ashleigh Cummings pour le rôle de Debbie Vickers dans Puberty Blues
  - Essie Davis pour le rôle de Phryne Fisher dans Miss Fisher's Murder Mysteries
  - Susie Porter pour le rôle de Peggy Berman dans Dangerous Remedy

#### Meilleur acteur dans un second rôle ou invité dans une série dramatique
- Aaron Jeffery pour le rôle de Frank Tink O'Rourke dans Underbelly: Badness (épisode 3 : The Loaded Dog)
  - Luke Carroll pour le rôle de Lenny dans Redfern Now (épisode 6 : Pretty Boy Blue)
  - Abe Forsythe pour le rôle de John Cornell dans Howzat! Kerry Packer's War (Part One)
  - Daniel Wyllie (en) pour le rôle de Roger Knight dans Puberty Blues (Épisode 4)

#### Meilleure actrice dans un second rôle ou invitée dans une série dramatique
- Mandy McElhinney pour le rôle de Rose Mitchell dans Howzat! Kerry Packer's War (Part Two)
  - Shareena Clanton pour le rôle de Lilly dans Redfern Now (épisode 1 : Family)
  - Susan Prior pour le rôle de Yvonne Hennessey dans Puberty Blues (Épisode 4)
  - Laura Wheelwright pour le rôle d'Electra dans Underground: The Julian Assange Story

#### Meilleure performance comique
- Patrick Brammall pour le rôle de Sean Moody dans A Moody Christmas
  - Barry Crocker pour le rôle de Gregor dans The Strange Calls
  - Damon Herriman pour le rôle de Marcus Dwyer dans Laid
  - Frank Woodley pour son propre rôle dans Woodley

#### Meilleure réalisation
- Jack Irish: Bad Debts – Jeffrey Walker
  - The Amazing Race Australia – Michael McKay (épisode 1)
  - Beaconsfield – Glendyn Ivin
  - Howzat! Kerry Packer's War – Daina Reid (Part One)

#### Meilleur scénario
- Redfern Now – Steven McGregor (épisode 6 : Pretty Boy Blue)
  - A Moody Christmas – Trent O'Donnell et Phil Lloyd (épisode 5 : Water Under the Bridge)
  - Lowdown – Amanda Brotchie, Adam Zwar et Trudy Hellier (saison 2, épisode 3 : One Fine Gay)
  - Puberty Blues – Alice Bell et Tony McNamara (épisode 5)

### Récompenses spéciales

#### Raymond Longford Award
- Al Clark

#### Byron Kennedy Award
- Sarah Watt (à titre posthume)

#### Meilleur espoir
- Saskia Rosendahl pour le rôle de Lore dans Lore
  - Brenna Harding pour le rôle de Sue Knight dans Puberty Blues
  - Ed Oxenbould pour le rôle de Julian dans Julian
  - Lily Sullivan pour le rôle de Coral Moochmore dans Mental

#### Meilleurs effets visuels
- Iron Sky – Samuli Torssonen, Jussi Lehtiniemi, Juuso Kaari, Kelly Myers
  - Killer Elite – Ineke Majoor et Julian Dimsey
  - Les Saphirs (The Sapphires) – James Rogers
  - Utopia Girls: How Women Won The Vote – Kylie Robertson, Rebecca Stegh and Monica Monin (ABC1)

### AACTA International Awards
La 2e cérémonie des AACTA International Awards, décernés par la Australian Academy of Cinema and Television Arts, a eu lieu le 26 janvier 2013 et a récompensé les meilleurs films internationaux réalisés l'année précédente.

#### Meilleur film
- Happiness Therapy (Silver Linings Playbook)
  - Argo
  - Les Misérables
  - L'Odyssée de Pi (Life of Pi)
  - Lincoln
  - Zero Dark Thirty

#### Meilleur réalisateur
- David O. Russell pour Happiness Therapy (Silver Linings Playbook)
  - Ben Affleck pour Argo
  - Ang Lee pour L'Odyssée de Pi (Life of Pi)
  - Steven Spielberg pour Lincoln
  - Ben Lewin pour The Sessions
  - Kathryn Bigelow pour Zero Dark Thirty

#### Meilleur acteur
- Daniel Day-Lewis pour le rôle d'Abraham Lincoln dans Lincoln
  - Bradley Cooper pour le rôle de Pat Solitano dans Happiness Therapy (Silver Linings Playbook)
  - John Hawkes pour le rôle de Mark O'Brien dans The Sessions
  - Hugh Jackman pour le rôle de Jean Valjean dans Les Misérables
  - Joaquin Phoenix pour le rôle de Freddie Quell dans The Master
  - Denzel Washington pour le rôle de Whip Whitaker dans Flight

#### Meilleure actrice
- Jennifer Lawrence pour le rôle de Tiffany Maxwell dans Happiness Therapy (Silver Linings Playbook)
  - Jessica Chastain pour le rôle de Maya dans Zero Dark Thirty
  - Marion Cotillard pour le rôle de Stéphanie dans De rouille et d'os
  - Nicole Kidman pour le rôle de Charlotte Bless dans Paperboy (The Paperboy)
  - Emmanuelle Riva pour le rôle d'Anne dans Amour
  - Naomi Watts pour le rôle de Whip Whitaker dans The Impossible (Lo impossible)

#### Meilleur scénario
- Django Unchained – Quentin Tarantino
  - Argo – Chris Terrio
  - Lincoln – Tony Kushner
  - The Master – Paul Thomas Anderson
  - Happiness Therapy (Silver Linings Playbook) – David O. Russell
  - Zero Dark Thirty – Mark Boal

#### Mentions spéciales
- Meilleur acteur dans un second rôle : Robert De Niro pour le rôle de Pat Solitano Sr. dans Happiness Therapy (Silver Linings Playbook)
- Meilleure actrice dans un second rôle : Jacki Weaver pour le rôle de Dolores Solitano dans Happiness Therapy (Silver Linings Playbook)

## Statistiques

### Nominations multiples

#### Cinéma
12 : Les Saphirs
10 : Burning Man
8 : Lore, Mental, Wish You Were Here
4 : Ne convient pas pour les enfants
2 : Killer Elite

#### Télévision
6 : Puberty Blues
5 : Howzat! Kerry Packer's War, Redfern Now
3 : A Moody Christmas
2 : Beaconsfield, Devil's Dust, Lowdown, Underground: The Julian Assange Story, Rake

### Récompenses multiples

#### Cinéma
11 : Les Saphirs
2 : Wish You Were Here

#### Télévision
2 : Redfern Now